# José García (futbolista mexicano)
José García es un futbolista mexicano retirado que jugaba en la posición de mediocampista. Jugó para Tecos de la UAG, Club Deportivo Guadalajara y Atlético Potosino.
En 1984 empezó a jugar en el equipo de reservistas de la Universidad Autónoma de Guadalajara y debuta en agosto de ese mismo año con el primer equipo, permaneciendo hasta 1985.
En 1985 pasa a jugar con el Club Deportivo Guadalajara y debuta con el equipo rojiblanco en la segunda fecha del torneo PRODE 1985, en un juego contra el Club América que terminaría en favor del Guadalajara. Ingreso al campo al minuto 79 en sustitución de Raúl Arias.
En la segunda mitad del año 1987 es traspasado al Atlético Potosino, donde permaneció hasta 1990.